# Der Nebelmann
Der Nebelmann (italienisch La ragazza nella nebbia ‚Das Mädchen im Nebel‘) ist ein italienischer Kriminalfilm aus dem Jahr 2017. Donato Carrisi gab damit sein Regiedebüt, von ihm stammen auch die gleichnamige Romanvorlage und das Drehbuch. In einem abgelegenen italienischen Bergdorf soll ein prominenter Ermittler, verkörpert von Toni Servillo, das plötzliche Verschwinden eines jungen Mädchens aufklären. Seine Methoden sind jedoch äußerst umstritten. Alessio Boni, Jean Reno und Lorenzo Richelmy sind in tragenden Rollen besetzt.

## Handlung
Nach einem Autounfall in den Bergen wird der Sonderermittler Vogel von dem Psychiater Augusto Flores begutachtet und befragt. In Rückblenden wird dann die Geschichte einer Entführung geschildert, zu deren Aufklärung Vogel in das abgelegene Bergdorf Avechot in den  italienischen Alpen gereist ist, wo er mehr oder weniger gut mit der örtlichen Polizei zusammenarbeiten musste.
Auf ihrem Weg zur Kirche verschwindet die sechzehnjährige Anna Lou Kastner spurlos. Sonderermittler Vogel leitet die folgende Untersuchung, in die er, wie stets bei seinen Ermittlungen, auch die Medien massiv einbezieht. Dadurch erhofft er sich, dass der Entführer (der auch bereits zum Mörder geworden sein könnte) nervös wird und Fehler macht. An seiner Seite arbeitet wiederum, wie auch in seinen vorherigen Fällen, die nach außen hin sehr engagierte Journalistin Stella Honer. Honer geht es jedoch mehr um ihre Karriere, als um den jeweiligen Fall selbst. Wieder einmal gerät auch Vogel mit seinen mehr oder minder zweifelhaften Methoden selbst in den Fokus der journalistischen Neugierde.
In Amateurvideos, die der autistische Schüler Mattia, ein jugendlicher Verehrer Anna Lous, gemacht hat, taucht wiederholt ein weißer Geländewagen auf. Dieser gehört ohne Zweifel dem beliebten Lehrer Loris Martini, der erst seit einem knappen Jahr mit seiner Familie im Ort lebt. Es finden sich zwar immer weitere Beweise, die ihn in Zusammenhang mit dem Fall bringen, jedoch stellt sich heraus, dass er diese absichtlich selbst in Umlauf brachte, um den Verdacht zunächst bewusst auf sich zu lenken. Allerdings handelte es sich um Indizien, die zu keiner Zeit stichhaltig genug sind, um ihn überführen zu können. Martini will Vogel dazu verleiten, einige zusätzliche Beweise gegen ihn zu fälschen, damit der vage Verdacht sich endlich zur Gewissheit wandelt, was ihm auch gelingt. Kaum hat er das geschafft, lenkt er den Verdacht auf einen Serienmörder, der vor 30 Jahren in der Gegend sein Unwesen getrieben hat und – in der deutschen Fassung – der „Nebelmann“ genannt wurde. Nachdem Martini den Medien Beweise zuspielt, sieht es so aus, als habe Vogel selbst etwas mit dem Verschwinden Anna Lous zu tun. Zu einer kurzfristig anberaumten Fernsehtalkshow sind sowohl Vogel als auch Martini eingeladen, um sich den Fragen der investigativen Journalistin zu stellen. Während Vogel noch hinter den Kulissen wartet, trifft er auf Martini und entdeckt an dessen Handgelenk einen echten Beweis für dessen Täterschaft. Daraufhin beschließt er für Gerechtigkeit zu sorgen und lockt Martini in sein Auto, wo er ihn tötet. Zwar wird diese Szene nicht gezeigt, dafür jedoch die Szene, in der Martini Anna Lou, die er vergiftet hat, beim Sterben zuschaut. Martini hat die Tat einzig aus dem Grund begangen, um sich selbst als Opfer zu inszenieren. Seine Absicht war es, die Welt an einen Justizirrtum glauben zu lassen, um dann kräftig abzukassieren. Fast wäre seine Rechnung auch aufgegangen.
Als das Gespräch mit Psychiater Flores beendet ist, bittet dieser die wartenden Polizeibeamten herein, die Vogel verhaften. Flores kehrt anschließend nach Hause zurück, öffnet sinnierend eine gut versteckte Schachtel und ergötzt sich an sechs roten Haarsträhnen, wodurch erkennbar wird, dass Flores der „Nebelmann“ ist, also der Serientäter, der bereits vor 30 Jahren aktiv war.

## Produktion

### Produktionsnotizen
| Figur                        | Darsteller           | Deutscher Sprecher |
| ---------------------------- | -------------------- | ------------------ |
| Agente Vogel                 | Toni Servillo        | Jürgen Heinrich    |
| Prof. Loris Martini          | Alessio Boni         | Peter Flechtner    |
| Augusto Flores               | Jean Reno            | Joachim Kerzel     |
| Agente Borghi                | Lorenzo Richelmy     | Tobias Schmidt     |
| Stella Honer                 | Galatea Ranzi        | Ghadah Al-Akel     |
| Agente Mayer                 | Michela Cescon       |                    |
| Clea                         | Lucrezia Guidone     | Laura Preiss       |
| Maria Kastner                | Daniela Piazza       |                    |
| Bruno Kastner                | Thierry Toscan       | Marko Bräutigam    |
| Anna Lou Kastner             | Ekaterina Buscemi    | Isabella Vinet     |
| Giorgio Levi, Rechtsanwalt   | Antonio Gerardi      | Hans Hohlbein      |
| Beatrice Leman               | Greta Scacchi        | Traudel Sperber    |
| Monica                       | Marina Occhionero    |                    |
| Mattia, autistischer Schüler | Jacopo Olmo Antinori |                    |
| Priscilla                    | Sabrina Martina      |                    |
| Romeo                        | Pietro Faiella       | Christian Intorp   |
| Polizist                     | Massimo Rigo         | Christian Intorp   |
| Restaurantbesitzer           | Massimo Sacilotto    |                    |

Der Film wurde am Karerpass in Südtirol in Italien gedreht. Es handelt sich um eine italienisch-deutsch-französische Koproduktion der Colorado Filmproduktion, von Medusa Film und Gavila in Zusammenarbeit mit IDM Südtirol – Alto Adige Film Fund. Ekaterina Buscemi, die die Rolle der Anna Lou Kastner spielt, gab in diesem Film ihr Leinwand-Debüt. Die deutsche Synchronfassung entstand bei der Think Global Media aus Berlin.

### Buchvorlage
Peter Körte befasste sich im August 2017 in der Frankfurter Allgemeinen mit dem Buch von Donato Carrisi und schrieb, es seien „die Bösen, die eine gute Geschichte ausmachen“ würden. Weiter führte er aus: „Wenn man genauer hinsieht, wird allerdings auch spürbar, dass Carrisi den Zynismus Vogels und die Sensationsgier der Medien oft ein bisschen zu deutlich akzentuiert. Das ändert nichts daran, dass dieser ‚Nebelmann‘ ein smarter und kompakter Thriller ist, in dem der Spannungsbogen nie erschlafft und dessen Schlusspointe einen noch mal überrascht, nachdem so viele Fährten sich als falsch und so viele taktische Winkelzüge sich als zu kompliziert erwiesen haben.“

### Soundtrack
- Dança da Solidão, Vortrag: Beth Carvalho
- My Love is Real, Vortrag: Franck Sarkissian
- Doom: And then Death Scythed, Vortrag: Darkend
 Songs von Simone Giorgini (Antarktica), Text von Luca Gregori (Animae)

### Veröffentlichung
In Italien wurde der Film am 25. Oktober 2017 erstmals auf dem Rome Film Festival vorgestellt, bevor er einen Tag später in die italienischen Kinos kam. In folgenden Ländern wurde der Film im Jahr 2018 erstveröffentlicht: Russland, Griechenland, Frankreich, Polen, Portugal, Kroatien, Spanien, Taiwan, Australien (dort auf dem Lavazza Italian Film Festival), Brasilien und Südkorea. In den Niederlanden erfolgte eine Veröffentlichung 2019, in Japan 2020 und in China 2021. Zu sehen war der Film zudem in Kanada, Serbien, in der Ukraine, im Vereinigten Königreich und in den Vereinigten Staaten, dort unter dem internationalen Titel The Girl in the Fog. In den ersten zwei Programmwochen spielte der Film an den italienischen Kinokassen 3,3 Millionen Euro ein. Im weltweiten Verkauf kamen noch einmal knapp 5 Millionen Euro hinzu.
Der Film war nicht in den deutschen Kino zu sehen. Koch Media gab ihn am 27. September 2018 als deutschsprachige DVD und Blu-ray heraus. Als Bonus ist ein Interview mit Donato Carrisi sowie der Kinotrailer enthalten. Das ZDF eröffnete mit dem Nebelmann am 21. Juni 2021 eine europäische Sommerreihe in der Rubrik „Spielfilm-Highlights“. Diese Erstausstrahlung erreichte 1,52 Millionen Zuschauer, was einem Marktanteil von 9,2 Prozent entsprach.

## Rezeption

### Kritik
The Guardian lobte: „So gut wie Stieg Larsson und Jo Nesbø“, La Lettura war überzeugt: „Ein perfekter Thriller mit einem Ende, das sprachlos macht.“
Der Filmdienst erkannte an, dass der Film mit „verschiedenen Handlungssträngen, Perspektiven und immer neuen Verdachtsmomenten ein raffiniertes Spiel aus falschen Fährten“ entfalte, in dem neben der Aufklärung des Verbrechens auch das Verhältnis von Polizei und Medien thematisiert werde.
Der Kritiker der Märkischen Oderzeitung äußerte sich weniger zufrieden. Der Film sei eigentlich „ein gut gemachter und dichter Thriller“, wäre er „nur eine halbe Stunde kürzer gewesen.“ Zudem überdrehe der Regisseur „die Spannungsschraube zum Ende hin etwas“, denn der Täter „könnte zwar passen, wirkt aber dann doch etwas an den Haaren herbeigezogen.“
Matthias Hannemann setzte sich in der Frankfurter Allgemeinen mit dem Film auseinander und stellte fest, die Verfilmung sei „im Grunde ein Hörspiel“. Allerdings würde einem dann „die Kamera von Federico Masiero entgehen“. Den Film tragen würden „Toni Servillo, der einen zu allem fähigen Zyniker spielt, und Allesso Boni, der den Lehrer zurückhaltend nachdenklich“ mime. Von deutschen Produktionen unterscheide sich der Film „deutlich“. Die Filmmusik von Vito Lo Re hinterlasse jedoch einen „gemischten Eindruck“.
Frank Jürgens befasste sich in der Neuen Osnabrücker Zeitung mit dem Film und schrieb, Donato Carissi sei mit der Verfilmung seines eigenen Romans „ein düsteres, spannendes Regiedebüt“ gelungen.
Matthias Jordan war auf der Seite kulturnews der Meinung, das ZDF wolle zeigen, „dass auch Europa große Filme“ mache, und habe den italienischen Thriller Der Nebelmann als Premierefilm ausgewählt.
Oliver Armknecht vertrat auf der Seite film-rezensionen die Ansicht, der Film sei „überaus kompetent inszeniert, ein ebenso atmosphärischer wie spannender Genrebeitrag“, dabei sei „das Tempo recht gering“. Er zog das Fazit: „Die Romanadaption Der Nebelmann bietet klassische Krimikost, die gleichermaßen von verborgenen Abgründen und einem fragwürdigen Ermittler erzählt. Das ist recht langsam erzählt, am Ende auch nicht so komplex wie gedacht, aber doch atmosphärisch und spannend.“
Die Redaktion der TV Spielfilm vergab die Höchstwertung und stellte fest: „Komplexer, atmosphärischer Noir-Thrill: Der Apulier Donato Carrisi schrieb das Skript zu seinem eigenen Bestseller, übernahm auch die Regie und wurde als Nachwuchsfilmer mit Italiens wichtigstem Filmpreis, dem David di Donatello, ausgezeichnet. Die gemächliche Gangart tut der in Rückblenden erzählten doppelbödigen Geschichte gut. Die Auflösung ist ein Knaller.“ Fazit: „Falsche Fährten, unverhoffte Twists, starke Schlusspointe.“

### Auszeichnungen
Donato Carrisi wurde 2018 mit dem David di Donatello Award als bester Nachwuchsregisseur (Migliore Regista Esordiente) ausgezeichnet. Bei den Globo d’Oro 2018 erhielt Toni Servillo den Preis als bester Schauspieler (Migliore Attore) und Donato Carrisi wurde in der Kategorie „Bestes Drehbuch“ (Migliore Sceneggiatura) ausgezeichnet.